# Blåvand
Blåvand anhörenⓘ [ˈblɔvanʔ] ist ein  dänisches Nordseebad in der Kommune Varde. Der Ort zählt weniger als 200 Einwohner, aber mehr als 2000 Ferienhäuser.

## Lage
Die Landspitze Blåvands Huk bildet den westlichsten Punkt Jütlands. Hier steht der Leuchtturm Blåvandshuk Fyr. Er erhebt sich 39 m über die umliegenden Dünen und ist ein Aussichtspunkt. Die Fernsicht reicht bis Vejers Strand im Norden und Esbjerg im Süden. Er wurde 1900 errichtet und in den letzten Jahren restauriert.
Das Feriengebiet um Blåvand bietet Sandstrände von 40 km Länge, geschützt durch die großen Sandbänke des Horns Rev. Hier wurde 2015 der erste Badesteg an der dänischen Westküste errichtet.
Nördlich schließt sich das Militär- und Naturschutzgebiet Kallesmærsk Hede an, das von vielen Zugvögeln zur Rast aufgesucht wird.
Der Ortskern von Blåvand besteht überwiegend aus kleinen Geschäften, Restaurants sowie einem Lebensmittelmarkt in der Ortsmitte. Im Südosten des Ortes liegt der Blåvand Zoo, in dem neben verschiedenen kleineren Tierarten auch Kamele, Affen und Löwen gehalten werden. Eine Minigolfanlage befindet sich direkt am nordöstlichen Ortseingang.
Nur wenige Fahrtminuten entfernt finden sich die Ortschaft Ho und die Halbinsel Skallingen. Diese ist etwa 2000 Hektar groß und entstand erst innerhalb der letzten 400 Jahre durch Sandablagerungen. Bis vor wenigen Jahren befanden sich hier auf Skallingen noch ungeräumte Minenfelder aus dem Zweiten Weltkrieg. Diese wurden zwischen 2005 und 2008 für etwa 13 Mio. Euro geräumt.

### Truppenübungsplatz

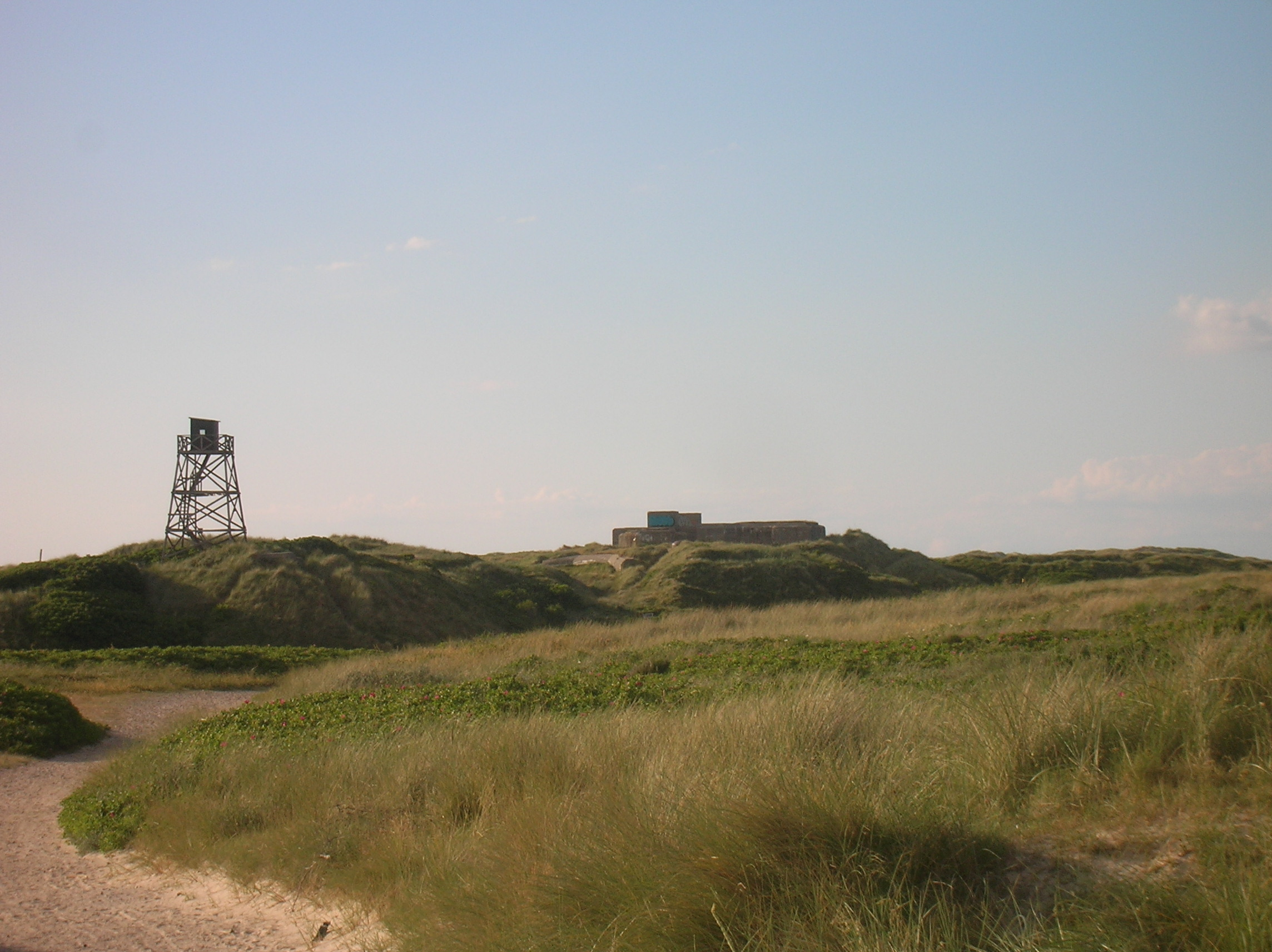
Beobachtungsturm und ehemalige Funkmeßstellung

Nördlich auf der Kallesmærsk Hede liegt der Truppenübungsplatz Oksbøl Skyde- og Øvelsesterræn. Die Reservelazarettorganisation nutzte ihn regelmäßig. Durch das Militärgebiet führen Wander- und Radwege, die bei Übungen abgesperrt werden.

### Atlantikwall

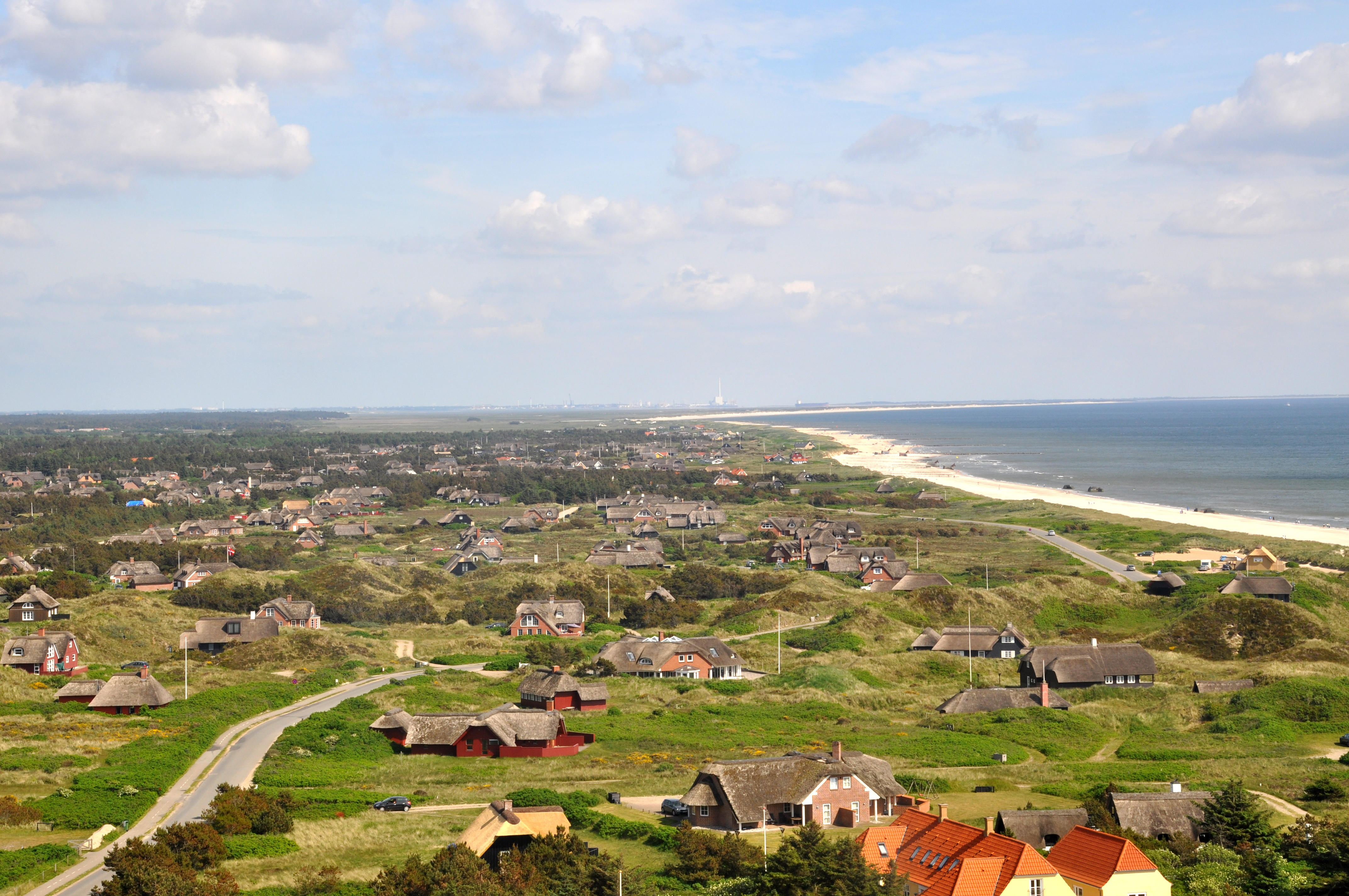
Blåvand

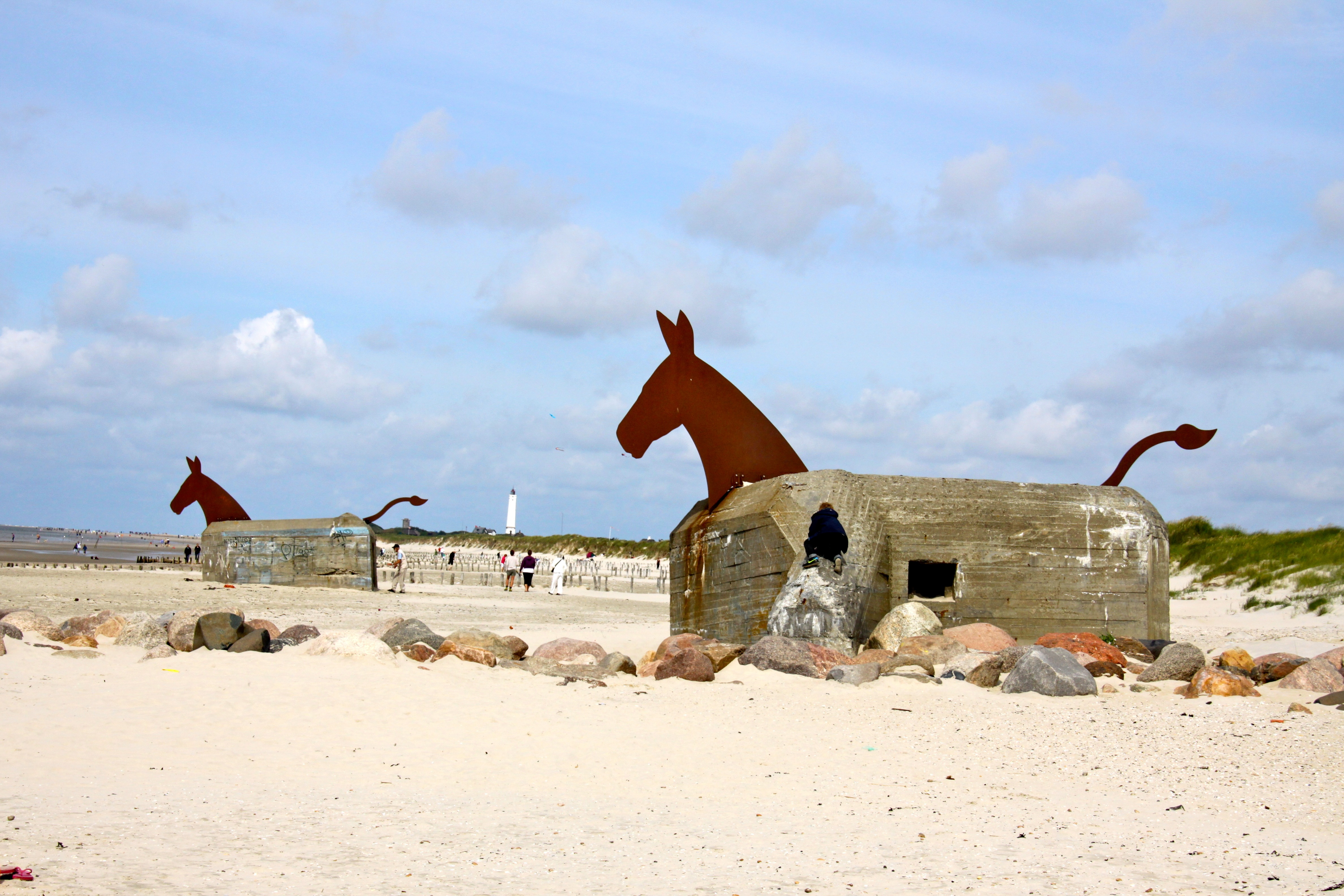
Woodrows „Maulesel“

Wie an der ganzen Westküste Dänemarks gibt es in der Region um Blåvand zahlreiche gut erhaltene Bunker des Atlantikwalls aus dem Zweiten Weltkrieg. Mit dem Bau der Bunkeranlage wurde 1944 durch Soldaten der deutschen Kriegsmarine, Zwangsarbeiter und dänische Firmen begonnen, die Anlage wurde aber nicht fertiggestellt. Die Bunker werden auch zum Klettern genutzt. Aus einigen machte der britische Künstler Bill Woodrow 1995 Maulesel-Skulpturen.

### Museum „Tirpitz“
Die Bunkeranlage Tirpitz-Stellung beherbergt ein Museums- und Erlebniscenter. Das Museum wurde 2017 neu errichtet. Es werden sowohl die Geschichte des Atlantikwalls in der Zeit des Zweiten Weltkrieges, als auch die Lokalgeschichte thematisiert. Des Weiteren befindet sich in dem Komplex ein großes Bernsteinmuseum, das Bernsteine und Bernsteinschmuck von der Steinzeit bis ins 20. Jahrhundert zeigt.

### Belletristik
Der dänische Schriftsteller und Theologe Thomas Lange (1829–1887) siedelte seinen Roman „Eventyrets land“ (1868, dt. Abenteuerland) in Blåvandshuk an. Lange hatte einige Jahre dort verbracht; heute wird im Pfarrhaus von Ho, wo er wohnte, an ihn erinnert. Im Pfarrgarten ist eine Büste von Thomas Lange aufgestellt.